# Drayton (Norfolk)
Drayton – wieś w Anglii, w hrabstwie Norfolk, w dystrykcie Broadland. Leży 8 km na północny zachód od Norwich i 160 km na północny wschód od Londynu.
W 2001 miejscowość liczyła 5150 mieszkańców.